# Andrena pensilis
Andrena pensilis är en biart som beskrevs av Timberlake 1938. Andrena pensilis ingår i släktet sandbin, och familjen grävbin. Inga underarter finns listade i Catalogue of Life.